# Jules de Cock
Jules de Cock, né le 20 juin 1997 à Biervliet, est un coureur cycliste néerlandais.

## Biographie
Originaire de Biervliet, Jules de Cock réside actuellement à Eindhoven. Il commence le cyclisme vers l'âge de dix-huit ans. Sa première licence est prise au TWC Het Snelle Wiel, un club basé à Hapert. Sportif amateur, il dirige une petite entreprise qui vend des pièces de vélo, lorsqu'il ne participe pas à des compétitions. Il s'est spécialisé dans le « beach racing », une discipline de VTT pratiquée sur le sable,.  
En 2022, il s'impose sur le Grand Prix Al Massira, disputé au Maroc. Il s'agit de sa première victoire acquise sur une épreuve inscrite au calendrier de l'UCI. L'année suivante, il intègre le BEAT Cycling Club, qui évolue au niveau continental. Sous ses nouvelles couleurs, il devient champion des Pays-Bas de beachrace au mois de février. La suite de sa saison est cependant perturbée par des problèmes de santé. On le retrouve néanmoins au départ de la deuxième édition des championnats du monde de gravel, à l'automne. 
En octobre 2024, il obtient une nouvelle victoire dans une course nationale marocaine. Il remporte également la première étape du Tour de Guyane en août 2025.

## Palmarès et résultats

### Par année
- 2022
  - Grand Prix Al Massira
- 2023
  -  Champion des Pays-Bas de beachrace
- 2024
  - 1re étape du Tour du Nord du Maroc
- 2025
  - 1re étape du Tour de Guyane

### Classements mondiaux
| Année                                 | 2023  |
| ------------------------------------- | ----- |
| Classement mondial                    | 1266e |
| UCI Europe Tour                       | 864e  |
|                                       |       |
| Légende : nc = non classéSource : UCI |       |